# Cis dunedinensis
Cis dunedinensis is een keversoort uit de familie houtzwamkevers (Ciidae). De wetenschappelijke naam van de soort werd in 1918 gepubliceerd door Leng.